# Hnivan
Hnivan (em ucraniano:  Гні́вань, em russo:  Гнивань) é uma cidade da Ucrânia, situada no Oblast de Vinnytsia. Tem 14,75 km² de área e sua população em 2020 foi estimada em 12.314 habitantes.